# Microregione di Santa Rita do Sapucaí
Santa Rita do Sapucaí è una microregione del Minas Gerais in Brasile, appartenente alla mesoregione di Sul e Sudoeste de Minas.

## Comuni
È suddivisa in 15 comuni:
- Cachoeira de Minas
- Careaçu
- Conceição das Pedras
- Conceição dos Ouros
- Cordislândia
- Heliodora
- Natércia
- Pedralva
- Santa Rita do Sapucaí
- São Gonçalo do Sapucaí
- São João da Mata
- São José do Alegre
- São Sebastião da Bela Vista
- Silvianópolis
- Turvolândia